# Davit Safarjan
Davit Ovanesovič Safarjan (* 1. srpna 1989 Čerkesk) je ruský a arménský zápasník–volnostylař. Arménii reprezentuje od roku 2011.

## Sportovní kariéra
Zápasení se věnoval od 10 let v rodném Čerkesku pod vedením Chizira Čerkesova. Jeho otec Ovanes je původem z Jerevanu a v Čerkessku se usadil jako reprezentant místního zápasnického klubu Spartak. Ve 14 letech se přesunul na střední sportovní školu do Krasnodaru, kde se pod vedením Abdully Magomedova specializoval na volný styl. V roce 2009 ho po turnaji v arménské Vanadzoru oslovil reprezentační trenér Arménie Araik Babdadjan. Nabídku na reprezentovaní přijal, musel však projít dvouletou sportovní karanténou a zemi svého otce reprezentoval od roku 2011. V roce 2012 se druhým místem na evropské olympijské kvalifikaci v Sofii kvalifikoval ve váze do 66 kg na olympijské hry v Londýně. V Londýně prohrál v úvodním kole po vyrovnaném souboji s Kazachem Akdžurekem Tanatarovem 1:2 na sety.
V roce 2013 se dostal do mimořádné sportovní formy, kterou korunoval titulem mistra světa a Evropy. V závěru roku byl vyhlášen arménským sportovcem roku. V únoru 2014 si však na bulharském mezinárodním turnaji vážně poranil záda. Na žíněnce se objevil po několikaměsíční rehabilitaci v Německu, ale do své formy z roku 2013 se již nedostal. V roce 2016 neuspěl v třífázové olympijské kvalifikaci na olympijské hry v Riu. Vzápětí se však do meldoniové dopingové kauzy chytil polský reprezentant Magomedmurad Gadžijev, po jehož diskvalifikaci dostal zelenou pro start na olympijských hrách v Riu. V Riu prohrál v úvodním kole s reprezentantem Itálie Frankem Chamizem 1:3 na technické body.
Od roku 2017 startuje v neolympijské váze do 70 kg.

## Výsledky
| Olympijské hry     |    |    | —  |    |   |     | 8. |    |     |     | úč. |   |    |    |  |  |  |  |  |  |  |  |  |  |
| Mistrovství světa  | —  | —  |    | —  | — | úč. |    | 1. | úč. | úč. |     | — | 8. | —  |  |  |  |  |  |  |  |  |  |  |
| Evropské hry       |    |    |    |    |   |     |    |    |     | úč. |     |   |    | —  |  |  |  |  |  |  |  |  |  |  |
| Mistrovství Evropy | —  | —  | —  | —  | — | —   | 3. | 1. | —   | úč. | 7.  | — | —  | 8. |  |  |  |  |  |  |  |  |  |  |
| MS juniorů         | —  | —  | —  | 2. |   |     |    |    |     |     |     |   |    |    |  |  |  |  |  |  |  |  |  |  |
| ME juniorů         | —  | 1. | 2. | —  |   |     |    |    |     |     |     |   |    |    |  |  |  |  |  |  |  |  |  |  |
| ME dorostenců      | 1. |    |    |    |   |     |    |    |     |     |     |   |    |    |  |  |  |  |  |  |  |  |  |  |